# Saison 2019-2020 de l'Olympique de Marseille
Maillots
Chronologie
Saison précédente Saison suivante
La saison 2019-2020 de l'Olympique de Marseille est la soixante-dixième saison du club provençal en première division du Championnat de France de football, la vingt-quatrième consécutive au sein de l'élite du football français. Le club ne dispute que les compétitions nationales cette saison.

## Préparation d'avant-saison
La reprise de l'entraînement est fixée au lundi 1er juillet 2019 par le nouvel entraîneur portugais André Villas-Boas, pour ensuite partir en stage en Angleterre du 3 au 14 juillet 2019, au complexe de St. George’s Park, centre d’entraînement de la Fédération anglaise de football. Le groupe olympien durant le stage est le suivant :
- Gardiens : Mandanda, Pelé, Ngapandouetnbu, Dia, Vanni
- Défenseurs : Amavi, Caleta-Car, Kamara, Sakai, Perrin, Rocchia, Sarr, Kamardin, Nkounkou, Ali Abdallah, Gassama, Iscaye
- Milieux : Luiz Gustavo, Sanson, Strootman, Lopez, Sertic, Khaoui, Khetir, Phliponeau, Rahou
- Attaquants : Thauvin, Payet, Radonjic, Njie, Germain, Aké, Lihadji, Chabrolle

Il joue contre trois équipes britanniques durant ce stage : le premier match se déroule face à l'équipe des moins de 23 ans de Stoke City, il se finira sur une victoire 1-0 des olympiens grâce à un but du jeune défenseur formé au club Lucas Perrin à la 60e, l'adversaire de l'OM pour le deuxième match est l'Accrington Stanley FC où les phocéens se feront surprendre par cette équipe de League One (D3 Anglaise) car ils s'inclineront 2 à 1 malgré un but de Florian Thauvin puis les derniers adversaires de l'OM pour ce stage en Angleterre sont les Glasgow Rangers, le vice-champion d'Écosse dominera le match et s'imposera sur un score de 4 à 0. 
L'Olympique de Marseille dispute ensuite un tournoi amical aux États-Unis où tous les matchs se déroulent à l'Audi Field de Washington, les EA Ligue 1 Games, tournoi organisé par la LFP pour promouvoir la Ligue 1 à l'étranger, composant quatre équipes l'Olympique de Marseille, les Girondins de Bordeaux, l'AS Saint-Étienne et le Montpellier HSC.
L'OM s'impose en demi-finale face aux Girondins de Bordeaux sur un score de 2 à 1 grâce à un doublé de Dimitri Payet, puis affronte l'AS Saint-Étienne en finale et est pour une seconde fois victorieux sur un score de 2-1 dans ce tournoi grâce à un but de Dimitri Payet à la 12e et un but de Nemanja Radonjić à la 74e, les Marseillais remportent le tournoi des EA Ligue 1 Games.
Pour terminer sa préparation aux États-Unis, il affronte le club résident de l'Audi Field, le DC United et s'impose 8-1 avec un pénalty de Kevin Strootman, un autre but de Nemanja Radonjić sur le sol américain, un doublé de Maxime Lopez, un magnifique but de Bouna Sarr, on assiste aussi aux premiers buts en professionnel pour deux jeunes formés au club, Florian Chabrolle et Isaac Lihadji, puis un but de Saîf-Eddine Khaoui.
La préparation se conclut avec un match amical au Stade Vélodrome contre le SSC Naples, vice-champion d'Italie. Pour ce match, Steve Mandanda est nommé capitaine pour la saison, succédant à Dimitri Payet et reprenant ainsi le brassard qu'il a porté de 2010 à 2016.

## Transferts

### Transferts estivaux
Le mercato d'été se déroule du 11 juin au 2 septembre 2019 en France.
Le 29 mai, l'entraîneur portugais André Villas-Boas est nommé entraîneur de l'Olympique de Marseille. 
Le 19 juillet, le défenseur espagnol Álvaro González Soberón devient la première recrue du mercato d'été 2019, prêté un an avec option d'achat automatique de 4 millions d'euros par le Villarreal CF. 
Le 5 août, l'OM enregistre l'arrivée d'un nouvel attaquant, Darío Benedetto, en provenance de Boca Juniors pour un montant de 16 millions d'euros, il devient alors la deuxième recrue olympienne.
Le 3 septembre, juste après la fermeture du mercato en France, l'OM enregistre sa troisième recrue, le milieu de terrain français Valentin Rongier, pour un montant de 13 millions d'euros, il arrive en qualité de joker, une règle de transfert qui permet à un club français d'acheter un seul joueur évoluant dans le pays après la fin du mercato, 
Côté départs, on enregistre tout d'abord six joueurs qui sont arrivés au terme de leurs contrats, qui sont Tomáš Hubočan, Mario Balotelli, Rolando, Florian Escales, Sacha Marasovic et Romain Cagnon. Le 18 juin, Yusuf Sari est transféré au club turc de Trabzonspor. Le 3 juillet, l'attaquant argentin Lucas Ocampos quitte le club contre une somme de 15 millions d'euros pour signer au FC Séville. Le 25 juillet, Clinton Njie part au Dynamo Moscou en Russie pour la somme de 6 millions d'euros.
Le dernier jour du mercato, Luiz Gustavo est transféré au Fenerbahçe SK contre un montant avoisinant les 6 millions d'euros.
On note aussi les retours de prêt de l'international tunisien Saîf-Eddine Khaoui et de Grégory Sertic.
| Nom                 | Poste      | Type de transfert   | Montant         | Provenance/Destination | Division                |
| ------------------- | ---------- | ------------------- | --------------- | ---------------------- | ----------------------- |
| Arrivées            |            |                     |                 |                        |                         |
| André Villas-Boas   | Entraîneur | Transfert libre     | Transfert libre | Transfert libre        | Transfert libre         |
| Darío Benedetto     | Attaquant  | Acquisition         | 18 M€           | Boca Juniors           | Primera división        |
| Valentin Rongier    | Milieu     | Acquisition         | 13+2 M€         | FC Nantes              | Ligue 1 Conforama       |
| Álvaro              | Défenseur  | Prêt avec OA        | -               | Villarreal CF          | LaLiga Santander        |
| Saîf-Eddine Khaoui  | Milieu     | Retour de prêt      | -               | SM Caen                | Ligue 1 Conforama       |
| Christopher Rocchia | Défenseur  | Retour de prêt      | -               | FC Sochaux-Montbéliard | Domino's Ligue 2        |
| Grégory Sertic      | Milieu     | Retour de prêt      | -               | FC Zürich              | Raiffeisen Super League |
| Départs             |            |                     |                 |                        |                         |
| Rudi Garcia         | Entraîneur | Rupture à l'amiable | -               | Olympique lyonnais     | Ligue 1 Conforama       |
| Lucas Ocampos       | Milieu     | Cession             | 15 M€           | FC Séville             | LaLiga Santander        |
| Luiz Gustavo        | Milieu     | Cession             | 6 M€            | Fenerbahçe SK          | Spor Toto Süper Lig     |
| Clinton Njie        | Attaquant  | Cession             | 6 M€            | Dynamo Moscou          | Premier Liga            |
| Yusuf Sari          | Attaquant  | Cession             | 0,5 M€          | Trabzonspor            | Spor Toto Süper Lig     |
| Christopher Rocchia | Défenseur  | Prêt                | -               | FC Sochaux-Montbéliard | Domino's Ligue 2        |
| Aymen Abdennour     | Défenseur  | Retour de prêt      | -               | FC Valence             | LaLiga Santander        |
| Mario Balotelli     | Attaquant  | Fin de contrat      | -               | Brescia Calcio         | Serie A                 |
| Romain Cagnon       | Gardien    | Fin de contrat      | -               | FC Lorient             | Domino's Ligue 2        |
| Florian Escales     | Gardien    | Fin de contrat      | -               | Stade lavallois        | National                |
| Tomáš Hubočan       | Défenseur  | Fin de contrat      | -               | Omonia Nicosie         | Marfin Laiki League     |
| Sacha Marasovic     | Milieu     | Fin de contrat      | -               | NK Inter Zaprešić      | Prva HNL                |
| Rolando             | Défenseur  | Fin de contrat      | -               | SC Braga               | Liga NOS                |
| Adil Rami           | Défenseur  | Rupture de contrat  | -               | Fenerbahçe SK          | Spor Toto Süper Lig     |

### Transferts hivernaux
Le mercato d'hiver se déroule du 1er au 31 janvier 2020 en France.
| Nom      | Poste | Type de transfert | Montant | Provenance/Destination | Division |
| -------- | ----- | ----------------- | ------- | ---------------------- | -------- |
| Arrivées |       |                   |         |                        |          |
| Départs  |       |                   |         |                        |          |

### Premiers contrats professionnels
| Nom                   | Nationalité | Position          | Durée de contrat | Fin de contrat |
| --------------------- | ----------- | ----------------- | ---------------- | -------------- |
| Ahmadou Dia           | France      | Gardien           | 3 ans            | juin 2022      |
| Simon Ngapandouentnbu | Cameroun    | Gardien           | 3 ans            | juin 2022      |
| Abdallah Ali Mohamed  | Comores     | Défenseur         | 3 ans            | juin 2022      |
| Alexandre Phliponeau  | France      | Milieu de terrain | 3 ans            | juin 2022      |
| Marley Aké            | France      | Attaquant         | 3 ans            | juin 2022      |

### Prolongations de contrat
| Nom             | Nationalité | Position          | Durée de prolongation | Fin de contrat |
| --------------- | ----------- | ----------------- | --------------------- | -------------- |
| Boubacar Kamara | France      | Milieu de terrain | 2 ans                 | juin 2022      |

## Faits marquants de la saison
Cette saison est particulière puisque le championnat de France s'arrête exceptionnellement et définitivement à la 28e journée (au lieu de la 38e comme initialement prévu) à cause de la pandémie de coronavirus.
Le 19 juin 2020, compte tenu du non-respect de l'accord de règlement signé un an auparavant, la chambre de jugement de l'ICFC inflige une amende de 3 millions d'euros au club marseillais couplée à une privation de 15 % des recettes liées à de potentielles participations aux compétitions européennes sur les saisons 2020-2021 et 2021-2022.

## Systèmes de jeu
| \| Mandanda Sakai Alvaro Caleta-Car Amavi Sanson Kamara Rongier B. Sarr Payet Benedetto Entr. : Villas-Boas \| Premier système de jeu utilisé · (4-3-3) |
| Mandanda Sakai Alvaro Caleta-Car Amavi Sanson Kamara Rongier B. Sarr Payet Benedetto Entr. : Villas-Boas                                                |

| Mandanda Sakai Alvaro Caleta-Car Amavi Sanson Kamara Rongier B. Sarr Payet Benedetto Entr. : Villas-Boas |

## Compétitions
| Championnat de France | Coupe de France                                   | Coupe de la Ligue                              |
| --------------------- | ------------------------------------------------- | ---------------------------------------------- |
| Deuxième 56 points    | 1/4 de finale face à l’Olympique lyonnais (1 - 0) | Seizièmes de finale face à l'AS Monaco (2 - 1) |
| 16V 8N 4D             | 2V 1N 1D                                          | 0V 0N 1D                                       |
| TOTAL : 18V 9N 6D     |                                                   |                                                |

### Championnat
La Ligue 1 Conforama 2019-2020 est la quatre-vingtième édition du Championnat de France de football et la dix-septième sous l'appellation « Ligue 1 ». L'épreuve est disputée par vingt clubs réunis dans un seul groupe et se déroulant par matches aller et retour, soit une série de trente-huit rencontres. Les meilleurs de ce championnat se qualifient pour les coupes d'Europe, les trois premiers en Ligue des champions et le quatrième en Ligue Europa. À l'inverse, les deux derniers de la compétition sont rétrogradés à l'échelon inférieur en Ligue 2 et le 18e joue un barrage contre le vainqueur des barrages de Ligue 2.

#### Août
Après une défaite inaugurale face à Reims au Vélodrome (0-2) et un pénible match nul récolté à Nantes (0-0) l'OM lance sa saison avec trois victoires consécutives, dont une spectaculaire à Monaco 3-4 après avoir été mené 2 buts à 0 à la demi heure de jeu.

#### Septembre
L'OM enchaîne avec 3 matchs nuls (1-1 face à Montpellier, 0-0 à Dijon et 1-1 à domicile face au Stade rennais).

#### Octobre
Malgré un plan tactique louable dans les intentions de jeu, André Villas-Boas ne peut éviter une sévère défaite de son équipe au Parc des Princes 4 à 0 face au Paris SG, dans une confrontation qui, dit-il, ne l'intéresse pas, en raison de l'écart de moyens financiers énorme entre les deux clubs. 

#### Novembre
Le 10 novembre 2019, dans un Vélodrome plein à craquer, après cinq ans d'attente, André Villas-Boas parvient à battre l'Olympique Lyonnais, entraîné par son prédécesseur Rudi Garcia, 2 à 1 grâce à une grande prestation de Dimitri Payet, auteur d'un doublé face à son ancien coach qu'il a égratigné quelques jours plus tôt devant la presse. Ce succès permet à l'OM de monter sur le podium.

#### Classement
| Rang | Équipe                      | Pts | J  | G  | N  | P  | Bp | Bc | Diff | Qualification ou relégation                                             |
| ---- | --------------------------- | --- | -- | -- | -- | -- | -- | -- | ---- | ----------------------------------------------------------------------- |
| 1    | Paris Saint-Germain T S C L | 68  | 27 | 22 | 2  | 3  | 75 | 24 | +51  | Qualification pour la phase de groupes de la Ligue des champions        |
| 2    | Olympique de Marseille      | 56  | 28 | 16 | 8  | 4  | 41 | 29 | +12  | Qualification pour la phase de groupes de la Ligue des champions        |
| 3    | Stade rennais FC            | 50  | 28 | 15 | 5  | 8  | 38 | 24 | +14  | Qualification pour la phase de groupes de la Ligue des champions        |
| 4    | LOSC Lille                  | 49  | 28 | 15 | 4  | 9  | 35 | 27 | +8   | Qualification pour la phase de groupes de la Ligue Europa               |
| 5    | OGC Nice                    | 41  | 28 | 11 | 8  | 9  | 41 | 38 | +3   | Qualification pour la phase de groupes de la Ligue Europa               |
| 6    | Stade de Reims              | 41  | 28 | 10 | 11 | 7  | 26 | 21 | +5   | Qualification pour le deuxième tour de qualification de la Ligue Europa |
| 7    | Olympique lyonnais          | 40  | 28 | 11 | 7  | 10 | 42 | 27 | +15  |                                                                         |

#### Évolution du classement et des résultats
| Journée  | 1  | 2  | 3  | 4 | 5 | 6 | 7 | 8 | 9 | 10 | 11 | 12 | 13 | 14 | 15 | 16 | 17 | 18 | 19 | 20 | 21 | 22 | 23 | 24 | 25 | 26 | 27 | 28 |
| -------- | -- | -- | -- | - | - | - | - | - | - | -- | -- | -- | -- | -- | -- | -- | -- | -- | -- | -- | -- | -- | -- | -- | -- | -- | -- | -- |
| Rang     | 18 | 17 | 13 | 8 | 4 | 5 | 6 | 5 | 8 | 4  | 7  | 4  | 2  | 2  | 2  | 2  | 2  | 2  | 2  | 2  | 2  | 2  | 2  | 2  | 2  | 2  | 2  | 2  |
| Résultat | D  | N  | G  | G | G | N | N | N | D | G  | D  | G  | G  | G  | G  | G  | G  | N  | G  | G  | N  | N  | G  | G  | G  | D  | G  | N  |

## Statistiques

### Statistiques détaillées
| Place | Joueur           | 00 Ligue 1 00 | Coupe de France | Total |
| ----- | ---------------- | ------------- | --------------- | ----- |
| 1     | Dimitri Payet00  | 9             | 3               | 12    |
| 2     | Darío Benedetto  | 11            | 0               | 11    |
| 3     | Nemanja Radonjić | 5             | 1               | 6     |
| 4     | Morgan Sanson    | 5             | 0               | 5     |
| 5     | Valère Germain   | 2             | 0               | 2     |
| 5     | Boubacar Kamara  | 2             | 0               | 2     |
| 5     | Bouna Sarr       | 2             | 0               | 2     |
| 5     | Kevin Strootman  | 2             | 0               | 2     |

| Place | Joueur           | 00 Ligue 1 00 | Coupe de France | Total |
| ----- | ---------------- | ------------- | --------------- | ----- |
| 1     | Dimitri Payet00  | 4             | 1               | 5     |
| 2     | Kevin Strootman  | 3             | 1               | 4     |
| 3     | Maxime Lopez     | 3             | 0               | 3     |
| 3     | Valentin Rongier | 3             | 0               | 3     |
| 3     | Valère Germain   | 3             | 0               | 3     |
| 3     | Bouna Sarr       | 3             | 0               | 3     |
| 3     | Morgan Sanson    | 3             | 0               | 3     |
| 4     | Boubacar Kamara  | 2             | 0               | 2     |

### Statistiques collectives

#### En Ligue 1 Conforama
- Meilleur classement : 2e (J13 à 28)
- Pire classement : 18e (J1)
- Plus petit écart de points avec le leader : - 2 (J4-5)
- Plus grand écart de points avec le leader : - 13 (J26-27)
- Plus grande série de victoires : 6 (J12 à 17)
- Plus grande série de matchs nuls : 3 (J6 à 8)
- Plus grande série de défaites : 1 (J1 / J9 / J11 / J26)
- Plus grande série de matchs sans défaite : 14 (J12 à 25)
- Plus grande série de matchs sans victoire : 4 (J6 à 9)
- Plus large victoire : 0-2 (contre Toulouse [J14], Angers [J16] et Saint-Etienne [J23]), 2-0 (contre Strasbourg [J10]), 3-1 (contre Bordeaux [J17] et Nîmes [J19])
- Plus large défaite : 4-0 (contre Paris SG [J11])
- Plus grande série de matchs en marquant au moins un but : 9 (J12 à 20)
- Plus grande série de matchs sans marquer : 2 (J1-2 / J21-22)
- But le plus rapidement marqué par l'OM :   3e (par Boubacar Kamara contre Strasbourg [J10])
- But le plus rapidement encaissé :   5e (par Zinedine Ferhat pour Nîmes [J27])
- But le plus tardivement marqué par l'OM :   90+4e (pen.) (par Kevin Strootman contre Strasbourg [J10])
- But le plus tardivement encaissé :   90+4e (par Saman Ghoddos pour Amiens [J28])
- Joueur de l'OM ayant marqué un doublé : Dario Benedetto (contre Monaco [J5]), Dimitri Payet (contre Lyon [J13])
- Joueur adverse ayant marqué un doublé : Wissam Ben Yedder (pour Monaco [J5]), Mauro Icardi (pour Paris SG [J11]), Kylian Mbappé (pour Paris SG [J11])
- Joueur de l'OM ayant marqué un triplé : Dario Benedetto (contre Nîmes [J27])
- Joueur adverse ayant marqué un triplé : aucun
- Rencontre avec le plus de buts marqués par l'OM : 4 (victoire 3-4 contre Monaco [J5])
- Rencontre avec le plus de buts encaissés : 4 (défaite 4-0 contre Paris SG [J11])
- Rencontre la plus prolifique : 7 (victoire 3-4 contre Monaco [J5])
- Rencontre la moins prolifique : 0 (contre Nantes [J2], Dijon [J7], Angers [J21] et Bordeaux [J22])

#### Toutes compétitions confondues
- Plus large victoire : 0-3 (contre Granville [CDF 1/16e])
- Plus large défaite : 4-0 (contre Paris SG [L1 J11])
- But le plus rapidement marqué par l'OM :   3e (par Boubacar Kamara contre Strasbourg [L1 J10])
- But le plus rapidement encaissé :   1re (par Diaby pour Trélissac [CDF 1/32e])
- But le plus tardivement marqué par l'OM :   90+4e (pen.) (par Kevin Strootman contre Strasbourg [L1 J10]) /   90+4e (par Boubacar Kamara contre Strasbourg [CDF 1/8e])
- But le plus tardivement encaissé :   90+4e (par Saman Ghoddos pour Amiens [L1 J28])
- Joueur de l'OM ayant marqué un doublé : Dario Benedetto (contre Monaco [L1 J5]), Dimitri Payet (contre Lyon [L1 J13])
- Joueur adverse ayant marqué un doublé : Wissam Ben Yedder (pour Monaco [L1 J5]), Mauro Icardi (pour Paris SG [L1 J11]), Kylian Mbappé (pour Paris SG [L1 J11])
- Joueur de l'OM ayant marqué un triplé : Dario Benedetto (contre Nîmes [L1 J27])
- Joueur adverse ayant marqué un triplé : aucun
- Rencontre avec le plus de buts marqués par l'OM : 4 (victoire 3-4 contre Monaco [L1 J5])
- Rencontre avec le plus de buts encaissés : 4 (défaite 4-0 contre Paris SG [L1 J11])
- Rencontre la plus prolifique : 7 (victoire 3-4 contre Monaco [L1 J5])
- Rencontre la moins prolifique : 0 (contre Nantes [L1 J2], Dijon [L1 J7], Angers [L1 J21] et Bordeaux [L1 J22])

## Affluence

### Meilleures affluences de la saison
| Rang | Match                                             | Score | Journée | Date               | Affluence |
| ---- | ------------------------------------------------- | ----- | ------- | ------------------ | --------- |
| 1    | Olympique de Marseille - Olympique lyonnais       | 2 - 1 | J13     | 10 novembre 2019   | 65 421    |
| 2    | Olympique de Marseille - FC Nantes                | 1 - 3 | J26     | 22 février 2020    | 60 430    |
| 3    | Olympique de Marseille - Nîmes Olympique          | 3 - 1 | J19     | 21 décembre 2019   | 59 043    |
| 4    | Olympique de Marseille - Angers SCO               | 0 - 0 | J21     | 25 janvier 2020    | 55 761    |
| 5    | Olympique de Marseille - Toulouse FC              | 1 - 0 | J24     | 8 février 2020     | 53 995    |
| 6    | Olympique de Marseille - LOSC Lille               | 2 - 1 | J12     | 2 novembre 2019    | 53 321    |
| 7    | Olympique de Marseille - Stade de Reims           | 0 - 2 | J1      | 10 août 2019       | 52 887    |
| 8    | Olympique de Marseille - FC Girondins de Bordeaux | 3 - 1 | J17     | 8 décembre 2019    | 52 079    |
| 9    | Olympique de Marseille - RC Strasbourg Alsace     | 2 - 0 | J10     | 20 octobre 2019    | 50 203    |
| 10   | Olympique de Marseille - Stade brestois           | 2 - 1 | J15     | 29 novembre 2019   | 50 007    |
| 11   | Olympique de Marseille - Amiens SC                | 2 - 2 | J28     | 6 mars 2020        | 49 748    |
| 12   | Olympique de Marseille - Montpellier HSC          | 1 - 1 | J6      | 21 septembre 2019  | 48 007    |
| 13   | Olympique de Marseille - Stade rennais            | 1 - 1 | J8      | 29 septembre 2019  | 44 281    |
| 14   | Olympique de Marseille - AS Saint-Étienne         | 1 - 0 | J4      | 1er septembre 2019 | 44 074    |

### Affluences par journée
Ce graphique représente le nombre de spectateurs présents au Stade Vélodrome lors de chaque match à domicile.

## Aspects juridiques et économiques

### Aspects juridiques

#### Organigramme
Le tableau ci-dessous présente l'organigramme de l'Olympique de Marseille pour la saison 2019-2020.
| Fonction                                                     | Nom                  |
| ------------------------------------------------------------ | -------------------- |
| Actionnaire majoritaire Président du conseil de surveillance | Frank McCourt        |
| Président du directoire                                      | Jacques-Henri Eyraud |
| Directeur sportif                                            | Andoni Zubizarreta   |
| Directeur du scouting                                        | Albert Valentin      |
| Directeur général                                            | Laurent Colette      |
| Coordinateur sportif                                         | Louis Vassallucci    |

| Fonction                                      | Nom                |
| --------------------------------------------- | ------------------ |
| Directeur juridique                           | Alexandre Mialhe   |
| Directeur administratif & financier           | Baptiste Viprey    |
| Responsable pôles presse, relations publiques | Élodie Malatrait   |
| Attaché de presse                             | Alexandre Rosée    |
| Directeur du centre de formation              | Nasser Larguet     |
| Ambassadeur du club                           | Basile Boli        |
| Président de l'association OM                 | Jean-Pierre Chanal |
| Vice-président de l'association OM            | Robert Nazarétian  |

### Aspects économiques

#### Budget prévisionnel
Pour la saison 2019-2020, l'Olympique de Marseille présente un budget prévisionnel qui est estimé à 110 millions d'euros.

#### Résultat d'exploitation
Le résultat d'exploitation enregistré à l'issue de la saison 2019-2020 de l'Olympique de Marseille est de -97,8 millions d'euros

#### Bilan comptable
Le tableau suivant présente le bilan comptable de l'Olympique de Marseille à l’issue de la saison 2019-2020. Ce bilan correspond à une photographie du patrimoine de l'entreprise au 30 juin 2020. Il détaille l'actif du club (tout ce que possède l'entreprise) ainsi que son passif (tout ce que doit l'entreprise).
| Poste                             | Actif du bilan (en M€) | Poste                           | Passif du bilan (en M€) |
| --------------------------------- | ---------------------- | ------------------------------- | ----------------------- |
| Immobilisations incorporelles     | 80,1 (-22%)            | Situation nette                 | -55,1 (-229%)           |
| Autres immobilisations            | 34,6 (+3,9%)           | Comptes courants d’actionnaires | 127,1 (+214%)           |
| Créances sur mutations de joueurs | 32,2 (+3,5%)           | Provisions risques et charges   | 15,1 (-16,6%)           |
| Autres actifs circulants          | 28,8 (-38,8%)          | Dettes financières              | 38 (+224,8%)            |
| Disponibilités et V.M.P.          | 50 (+197,6%)           | Dettes sur mutations de joueurs | 36,8 (-27,3%)           |
|                                   |                        | Autres dettes                   | 63,8 (-5,5%)            |
| Total actif                       | 225,8                  | Total passif                    | 225,8                   |

#### Sponsoring
À l'orée de la saison 2019-2020, le club marseillais compte quinze partenaires officiels : son équipementier Puma, Uber Eats son sponsor maillot principal, Orange mais aussi Boulanger, Toyota, la FDJ, la Caisse d'épargne CEPAC, les eaux minérales Sainte-Baume, EA Sports, Intersport, Coca-Cola, Hotels.com, IQONIQ ainsi que Viber.

## Centre de formation

### Staff technique
Nasser Larguet occupe la fonction de directeur du centre de formation. Le tableau ci-dessous présente la composition des staffs techniques pour chaque équipe du centre de formation de l'Olympique de Marseille pour la saison 2019-2020. 
| Équipe            | Entraîneur        | Adjoint            |
| ----------------- | ----------------- | ------------------ |
| Équipe National 2 | Philippe Anziani  | Maxence Flachez    |
| Équipe U19        | Olivier Jannuzzi  | Jacques Abardonado |
| Équipe U17        | Stéphane François | Éric Berbérian     |
| Équipe U16        | Ibrahim Rachidi   | Axel Peterbridge   |
| Équipe U15        | Ahmed Nouri       | Lucas Assaiante    |
| Équipe U14        | Thierry Rodriguez | Akim El Jouini     |
| Pôle Excellence   | Eddy Cardillo     |                    |

### Équipe réserve
Pour la saison 2019-2020, l'équipe réserve de l'Olympique de Marseille évolue en National 2.

### Classement
| Rang | Équipe                      | Pts | J  | G | N | P  | Bp | Bc | Diff |
| ---- | --------------------------- | --- | -- | - | - | -- | -- | -- | ---- |
| 1    | RC Grasse                   | 31  | 15 | 9 | 4 | 2  | 21 | 9  | +12  |
| 2    | FC Martigues                | 29  | 15 | 8 | 5 | 2  | 19 | 11 | +8   |
| 3    | Moulins Yzeure Foot         | 29  | 15 | 8 | 5 | 2  | 19 | 12 | +7   |
| 4    | FC Annecy                   | 26  | 14 | 7 | 5 | 2  | 15 | 9  | +6   |
| 5    | Monts d'Or Anse Foot        | 26  | 15 | 7 | 5 | 3  | 20 | 14 | +6   |
| 6    | Louhans-Cuiseaux FCP        | 25  | 14 | 7 | 4 | 3  | 31 | 16 | +15  |
| 7    | Olympique lyonnais rés.     | 18  | 15 | 5 | 3 | 7  | 17 | 20 | -3   |
| 8    | Hyères FC                   | 18  | 15 | 4 | 6 | 5  | 9  | 14 | -5   |
| 9    | Jura Sud Foot               | 18  | 15 | 5 | 3 | 7  | 15 | 25 | -10  |
| 10   | ÉFC Fréjus Saint-Raphaël    | 17  | 15 | 4 | 5 | 6  | 16 | 20 | -4   |
| 11   | AS Saint-Priest             | 16  | 15 | 3 | 7 | 5  | 17 | 17 | 0    |
| 12   | Marignane Gignac FC R       | 16  | 15 | 4 | 4 | 7  | 12 | 15 | -3   |
| 13   | Olympique de Marseille rés. | 15  | 15 | 4 | 3 | 8  | 17 | 25 | -8   |
| 14   | USM Endoume Catalans        | 14  | 15 | 3 | 5 | 7  | 15 | 21 | -6   |
| 15   | Nîmes Olympique rés.        | 13  | 15 | 3 | 4 | 8  | 14 | 19 | -5   |
| 16   | AS Monaco rés.              | 11  | 15 | 3 | 2 | 10 | 16 | 26 | -10  |

|  | Promu en National. |
|  | Relégué en National 3. |
|  | R Relégué de National. P Promu de National 3. Pts points ; G victoires ; N match nuls ; P défaites Bp buts marqués ; Bc buts encaissés ; Diff différence de buts |